# جسر الزيتون

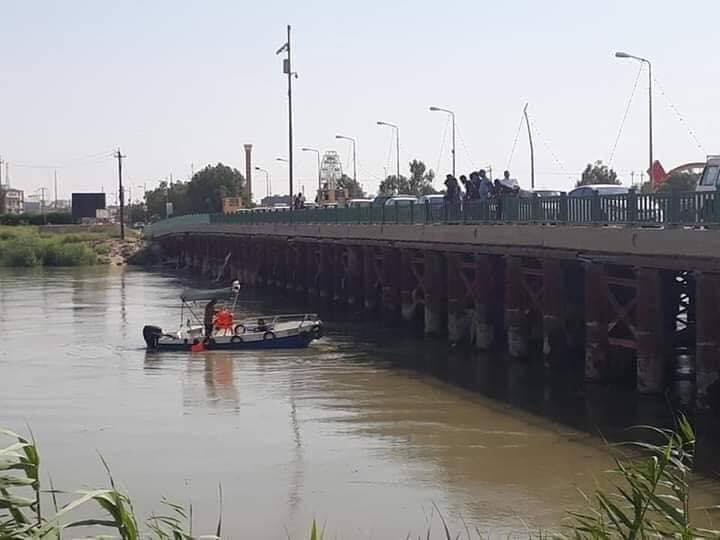
صورة لجسر الزيتون من الجانب الايسر للمنطقة الشامية في الناصرية

هو أحد أقدم جسور الناصرية مركز محافظة ذي قار، حيث يفصل ما بين المنطقة الشامية والجزيرة. يعد جسر الزيتون من الجسور الحيوية في مدينة الناصرية، ويقع قرب المدخل المؤدي إلى مدينة ألعاب الناصرية وبوابة الدخول لفوج المهمات الخاصة بذي قار.

## حادثة جسر الزيتون
في 28 نوفمبر/تشرين الثاني من العام 2019 عند الساعة الثالثة فجرا قام مجموعة من المتظاهرين ضد نظام الحكم بغلق الجسر أدى ذلك إلى تحرك قوة عسكرية لغرض إعادة فتح الجسر مما تسبب بحدوث تصادم بين القوة العسكرية والمتظاهرين والتي أدت إلى مقتل وجرح العشرات من المتظاهرين، وعد العراقيون هذه الحادثة واحدة من أكثر الأحداث دموية خلال الاحتجاجات التي شهدها العراق خلال العام 2019.